# Svećenstvo
Svećenstvo (ponekad i svećeništvo)
1) svećenički čin, svećeničko dostojanstvo, zvanje svećenika;
2) svećenički stalež; ukupnost svećenika, svi svećenici, kler.
Izvori:
- "Rečnik srpskohrvatskoga književnog jezika", Matica srpska, Novi Sad, 1967-1976.
- Vladimir Anić: "Rječnik hrvatskoga jezika", Zagreb, 1998.